# Anogeissus bentii
Anogeissus bentii es una especie de pequeño árbol perteneciente a la familia Combretaceae originaria de Yemen. 

## Ecología
Es uno de los árboles más grandes de Yemen. Aparecen como antiguos individuos solitarios o en grupos pequeños, restringidos a las grandes ramblas que diseccionan la inhóspita meseta de piedra caliza del Hadramaut en el sur de Yemen. La regeneración está ausente en la mayoría de las áreas.

## Taxonomía
Anogeissus latifolia fue descrita por John Gilbert Baker y publicado en Hooker's Icones Plantarum 24: t. 2354. 1895.